# El Phantasmo
Riley Vigier (nacido el 24 de octubre de 1986 en Vancouver, Columbia Británica) es un luchador profesional canadiense más conocido por su nombre en el ring como El Phantasmo. Vigier trabaja en el circuito independiente, tales como Revolution Pro Wrestling, aunque destaca su trabajo en la New Japan Pro-Wrestling donde es el actual Campeón Mundial de la Televisión de NJPW. 
Vigier ha sido tres veces Campeón en Parejas Peso Pesado Junior de la IWGP y fue dos veces ganador de la Super J-Cup (2019 y 2020).

## Carrera

### Circuito independiente (2006-presente)
El debut de El Phantasmo en la lucha libre profesional para NWA: Extreme Canadian Championship Wrestling (ECCW) tuvo lugar en una batalla real en Halloween Hell en octubre de 2005. ELP formó un equipo con Halo conocido como Masked Dudes of Doom. El 3 de marzo de 2007, se convirtieron en los # 1 contendientes al Campeonato en Parejas de la NWA/ECCW luego de vencer a Models, Inc. en un evento principal de mesas, escaleras y sillas en Vancouver. Después de quedarse corto en tres ocasiones separadas, los Masked Dudes of Doom finalmente ganaron los títulos en otro partido de TLC contra Chill Town el 5 de mayo en Vancouver. 
Después de solo una exitosa defensa del título, perdieron los títulos ante Greatness on Demand en un combate de seis hombres el 27 de julio en Surrey. ELP ganó su primer Campeonato de ECCW el 6 de julio de 2013. Perdió el campeonato ante el "Ravenous" Randy Myers el 18 de enero de 2014 en Ballroom Brawl 1 en un partido de escalera. Ganó el Campeonato de ECCW por segunda vez el 16 de enero de 2016, en Ballroom Brawl 5 al derrotar a Scotty Mac en un Steel Cage Match. ELP perdió el título ante Kyle O'Reilly el 14 de enero de 2017, en Ballroom Brawl 7, en un desafío abierto a cualquier luchador de televisión. Su última lucha en ECCW para 2017 fue el 27 de mayo de 2017 para el Campeonato de Canadá, donde fue derrotado por Andy Bird.
ELP debutó para PowerZone Wrestling en Lethbridge, Alberta el 11 de octubre de 2006. Fue derrotado en un combate de lucha intergénero por Veronika Vice en la lucha intermedia del programa.

### Revolution Pro Wrestling (2017-presente)
El Phantasmo debutó en Revolution Pro Wrestling en el Cockpit 17 el 4 de junio de 2017 y fue derrotado por David Starr. En 2018, participó en la British J Cup, un torneo que ganó.
El 19 de mayo de 2019, derrotó a David Starr en un Ladder Match en el evento RPW Epic Encounter para ganar por primera vez el Campeonato de Peso Crucero Británico de RPW.

### New Japan Pro-Wrestling (2019-presente)
Durante la primera noche de la New Japan Cup 2019, se mostró una viñeta promocionando el debut de El Phantasmo. Al hacerlo, fue anunciado como el miembro más nuevo de Bullet Club. En su debut, cubrió a Will Ospreay en un combate por parejas. Su primera victoria individual llegó ante Bandido poco después.
El 16 de junio de 2019, El Phantasmo y Taiji Ishimori derrotaron a Roppongi 3K para ganar el Campeonato Peso Pesado Junior en Parejas de la IWGP siendo su primer título en la NJPW. Al día siguiente en la gira de Kizuna Road, El Phantasmo, Yujiro Takahashi y Chase Owens compitieron por el Campeonato en Parejas de Peso Abierto 6-Man NEVER, pero fueron derrotados por Ryusuke Taguchi, Togi Makabe y Toru Yano.

### Impact! Wrestling (2021-presente)
Hizo su debut en el Impact! del 6 de mayo, derrotando a VSK y la siguiente semana en Impact!, derrotó a Ace Austin, TJP, Rohit Raju, Petey Williams y a Acey Romero en un 6-Way Scramble Match y ganó una oportunidad por el Campeonato de la División X de Impact! de Josh Alexander en Under Siege.

## Vida personal
Riley Vigier creció en Maple Ridge, Columbia Británica, Canadá. Él tiene un padrastro. Se graduó en Westview Secondary School en 2004. Se graduó en el Art Institute of Vancouver con un diploma para cine digital y programa de video en 2006. Ayudaría a diseñar pósteres de eventos, videos de introducción y pantallas de partidos individuales para ECCW. De 2010 a 2017, fue editor animático de Bardel Entertainment. Estuvo involucrado en un grave accidente de motocicleta, que le ha causado problemas en la cadera.
El grupo de entrenamiento de lucha libre de El Phantasmo en 2005 incluyó a Kyle O'Reilly, Gurv Sihra y Sid Sylum. Se le conoce como "Mr. Ballroom Brawl" ya que, a partir de 2017, ha tenido un partido en cada Ballroom Brawl. Anteriormente tuvo problemas en la frontera, pero finalmente pudo salir de Canadá para el Reino Unido en 2017 para expandir su carrera en la lucha libre.

## Campeonato y logros
- German Wrestling Federation

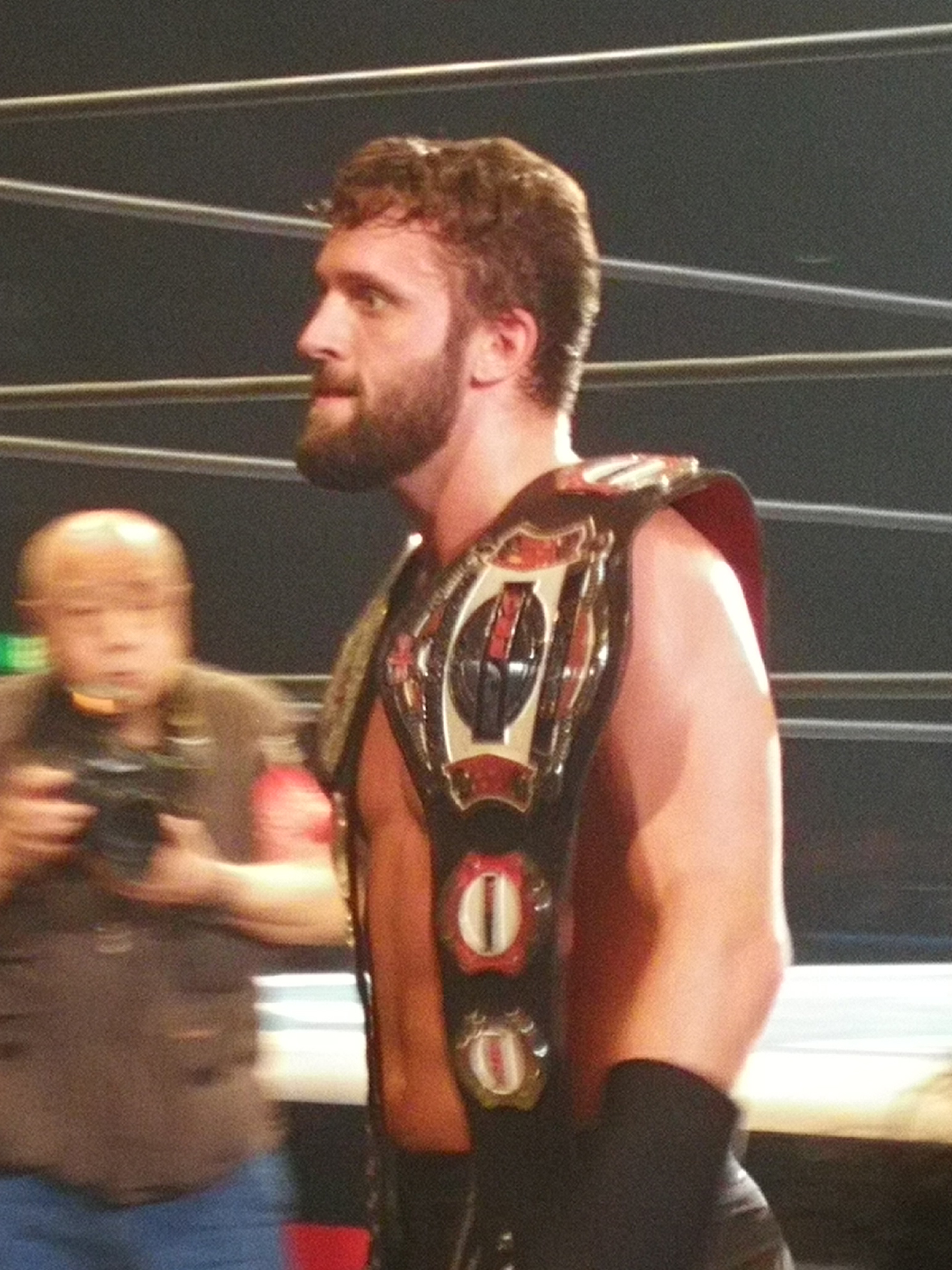
Phantasmo con el Campeonato Británico Peso Crucero de RevPro y con el Campeonato en Parejas Junior Peso Pesado de IWGP.

  - Light Heavyweight World Cup (2019)

- New Japan Pro-Wrestling
  - NJPW World Television Championship (1 vez, actual)
  - IWGP Tag Team Championship (1 vez) - con Hikuleo
  - IWGP Junior Heavyweight Tag Team Championship (3 veces) – con Taiji Ishimori
  - NJPW STRONG Openweight Tag Team Championship (2 veces) - con Hikuleo
  - Super J-Cup (2019 y 2020)

- NWA: Extreme Canadian Championship Wrestling
  - ECCW Championship (3 veces)
  - ECCW Tag Team Championship (1 vez) with Halo
  - Pacific Cup Tournament (2009)
  - Most Popular Wrestler Of The Year award (2008)
  - Wrestler Of The Year award (2008)

- Revolution Pro Wrestling
  - RPW British Cruiserweight Championship (1 vez)
  - British J Cup (2018)